# Qalandar

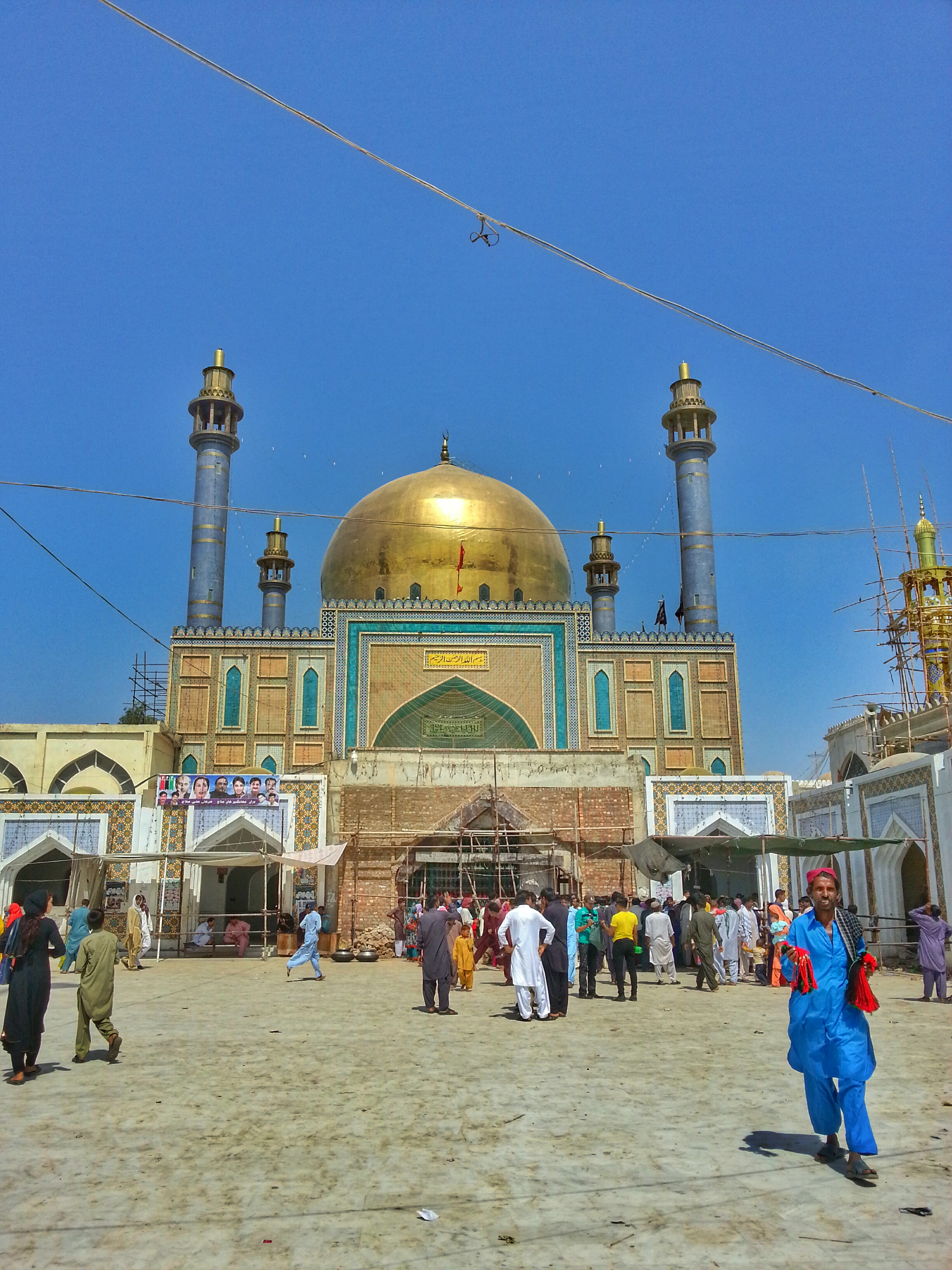
Schrein für Lal Shahbaz Qalandar in Sehwan Sharif, Sindh

Qalandar, auch Kalandar bzw. Ghalandar, war der Angehörige einer sufischen Sekte von Derwischen, die vor allem im 13. Jahrhundert in der islamischen Welt von Zentralasien bis Marokko existierte. Die Qalandar fühlten sich keinen sozialen Normen verpflichtet. Das Kopf- und Barthaar scherten sie sich kahl. Von anderen Muslimen sonderten sie sich durch die malāmatiyya-Lehren sowie durch Kleidung, Verhalten und Lebensweise ab. Auch als dem Namen angehängter Titel findet sich das Wort Qalandar.
Die Herkunft des Begriffes ist bisher nicht erklärt: Er tauchte erstmals in einer rubāʿī des Bābā Ṭāhir-i ʿUryān auf sowie in einer kurzen Abhandlung mit dem Titel Ḳalandar-nāma („Buch der Qalandar“) des bekannten Ṣūfī ʿAbdallāh al-Ansārī († 1088/89). In der arabischen Literatur findet man die Formen karandal und qalandar. Die bisher vorgebrachten Vermutungen führen das Wort beispielsweise auf das persische kalandar „hässlicher, ungeschickter Mann“, kalāntar von kalān „enorm, groß“ oder auf das griechische kaletor von der Wurzel kaleo zurück. Im Türkischen erhielt qalandar die Bedeutungen: 
1. „ein Derwisch, der sich von der Welt zurückgezogen hat und wie ein Vagabund umherwandert“;
2. „ein Mann, der allen weltlichen Dingen entsagt und die Wahrheit gesehen hat“;
3. „ein Philosoph“.

In türkischen Werken findet man lebendige und detaillierte Beschreibungen zum äußeren Erscheinungsbild der Qalandar. Im Ḫwāǧa-i Ǧihān wa natīǧa-i ǧān des türkischen Schreibers Wāḥidī aus dem 16. Jahrhundert beschreibt man sie als glattrasiert, mit rasierten Augenbrauen und kahlem Schädel, einem kegelförmigen Hut aus gewebtem Tierhaar auf dem Kopf sowie einem gelben oder schwarzen Tuch, eine Trommel und ein Banner vor sich her tragend. 
Als führender Qalandar wird in Pakistan Uthman Marwandi (1177–1274), bekannt als Lal Schahbaz Qalandar verehrt. Sein Schrein in der Stadt Sehwan Sharif in der Provinz Sindh ist ein beliebtes Pilgerziel. 
Es gibt große Ähnlichkeiten zwischen den Qalandar und den Ḥaidarī, Ǧāmī und Bektāšī Gruppen, die sich hinsichtlich ihrer äußeren Erscheinung unterschieden, aber einer ähnlichen Lebensweise nachgingen. In osmanischen Texten wird das Wort qalandar auch gleichbedeutend mit anderen Begriffen (ışık, torlak) gebraucht. Im Punjab bedeutet kalender „einen Mann, der einen Schau-Affen trainiert“.